# Maxwell Cunningham
Maxwell Jan Cunningham, född 14 september 1999 i Los Angeles i Kalifornien, är en svensk-amerikansk skådespelare, känd för rollen som Amelias pojkvän Max i Netflix svenska komedifilm One More Time. Han medverkar också i TV-serien Top Dog från 2020, i rollen som Devin. Maxwell är son till den före detta NFL-spelaren T.J. Cunningham. 

## Filmografi
- 2013 – Rosenberg (kortfilm)
- 2020 – Top Dog (TV-serie)
- 2023 – One More Time
- 2024 – En del av dig
- 2025 – A Life’s Worth (TV-serie)
- 2025 - Fartblinda (TV-serie)